# Relations entre la France et l'Ouzbékistan
Cet article traite des relations entre la France et l'Ouzbékistan.

## Relations diplomatiques

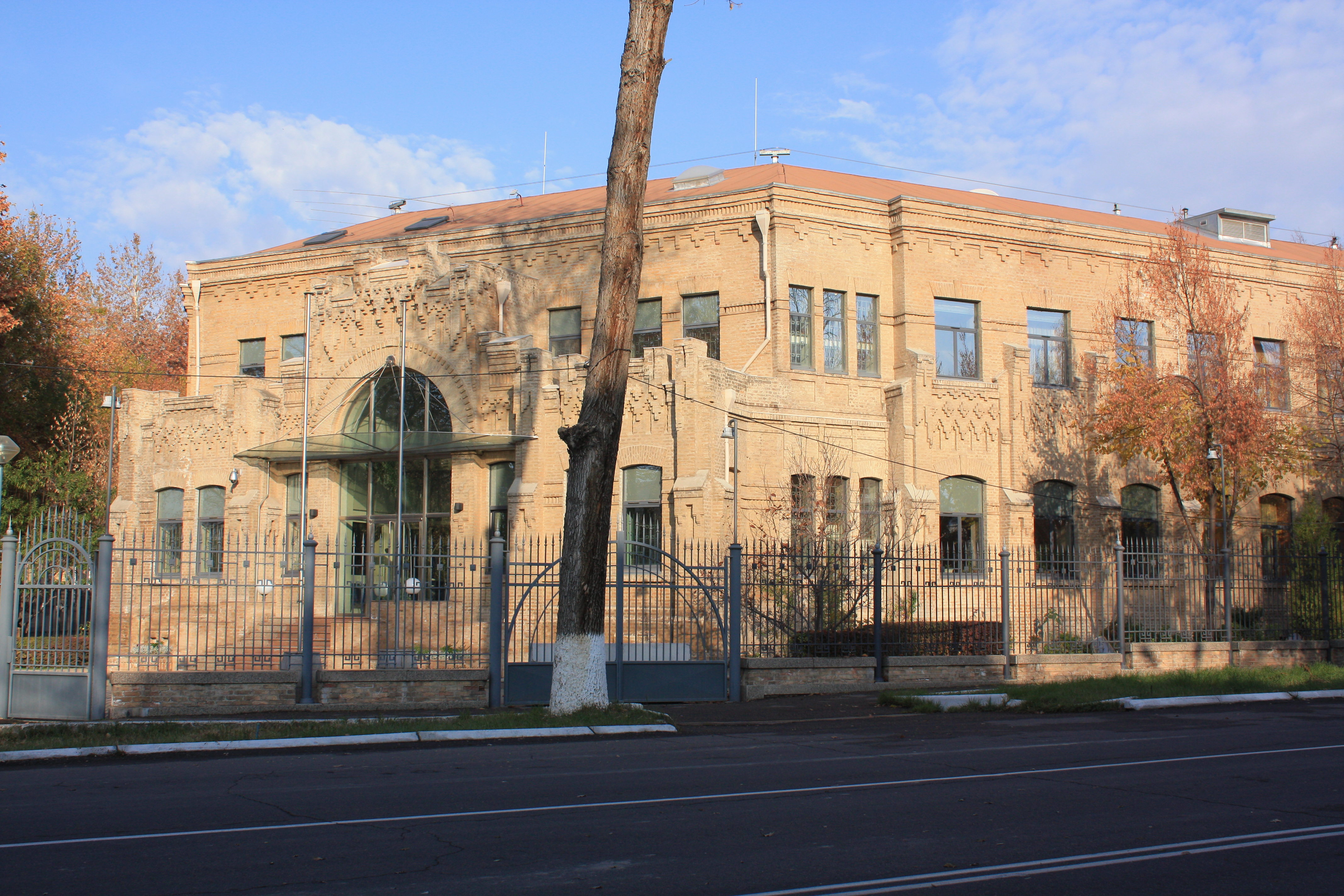
Ambassade de France à Tachkent.

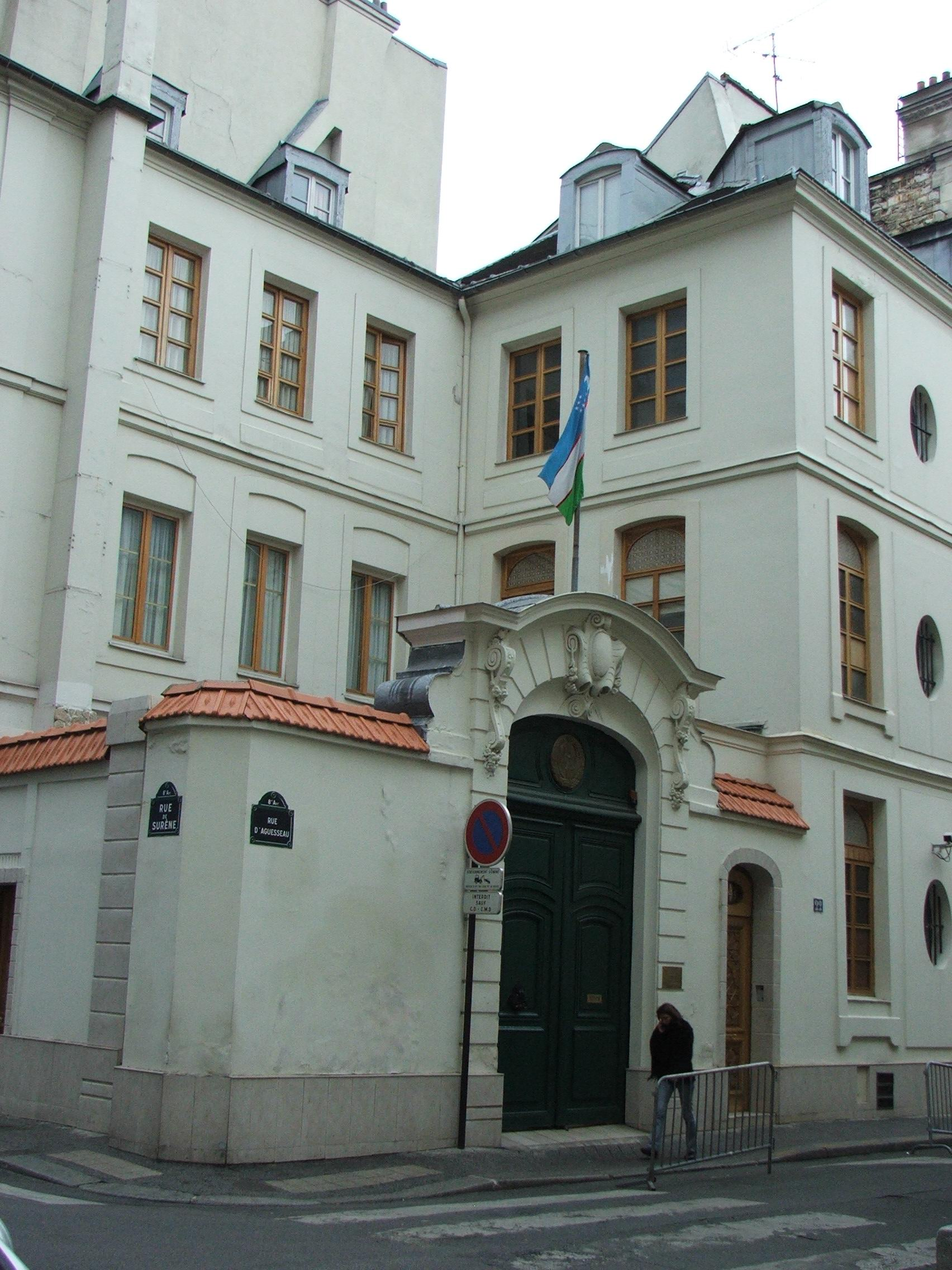
Ambassade d'Ouzbékistan à Paris.

Le 1er mars 1992, les deux pays signent à Tachkent un protocole établissant leurs relations diplomatiques. Un Traité d’amitié et de coopération vient renforcer ce protocole le 27 octobre 1993.
François Mitterrand est le seul président français à s'être rendu en Ouzbékistan durant l'exercice de son mandat, en avril 1994. Le président ouzbek, Islam Karimov, a quant à lui visité officiellement la France deux fois, en octobre 1993 puis en avril 1996 à l'occasion de la semaine de l’Ouzbékistan à l’UNESCO.
Le président ouzbek, Shavkat Mirziyoyev, se rend à Paris, en visite officielle, en novembre 2022.

## Relations économiques
Le total des échanges économiques franco-ouzbeks est relativement marginal mais a tendance à augmenter : ils ont doublé entre 2006 et 2007 pour atteindre 51,7 millions d'euros d’exportations françaises et 157,4  millions d'euros d’exportations ouzbèques. La majeure partie des exportations ouzbèques concerne les produits énergétiques alors que les exportations françaises sont plus diversifiées (notamment des composants électroniques et électriques et des produits chimiques). 35 entreprises françaises ont investi en Ouzbékistan mais seulement de manière significative : Geocoton (anciennement Dagris) depuis 2000 et JCDecaux depuis 2006.
Le ministère de l'Économie, de l'Industrie et de l'Emploi essaie actuellement[Quand ?] d'aider et de dynamiser les relations économiques entre les deux pays.
Présent dans le pays depuis 2019, le groupe français Orano signe un " accord de coopération stratégique " avec l'Ouzbékistan le 22 novembre 2022.

## Relations culturelles
La France possède un bureau du Campus France à Tachkent. D'autre part, Tachkent accueille une alliance française depuis 2016.
Par ailleurs, il existe une école française à Tachkent, homologuée par l'Agence pour l'enseignement français à l'étranger depuis 2001.

## Faits divers
Le 19 mai 2011, Lola Karimova, fille cadette du président ouzbek, attaque le quotidien français Rue89 pour « diffamation » de son père Islam Karimov, notamment pour l'avoir qualifiée de « dictateur ». Fin juin 2011, la 17e chambre correctionnelle du tribunal de grande instance de Paris a finalement relaxé Rue89.fr de toutes les accusations de la fille du président.